# 王偉耀
王偉耀（英語：Wang Weiyao，1963年5月12日—），出生於江蘇省丹陽市。沃得集團有限公司創辦人，以及董事長。

## 生平
他在1982年於埤城中学畢業後，便在開始尋找商機，直到1988年，便開始創立丹阳纺机附件厂，之後在1994年，開設滤清器厂、富豪厨房设备有限公司、富豪曲轴厂等企業，主要提供厨房金屬製品等物品，再在1997年，設立联合收割机有限公司、富豪机械制造有限公司、草坪机厂等企業，主要應付研究開發收割机、挖掘机等產品，2001年，和其他相關企業組成為沃得机电集团有限公司，其後他還開拓房地產開發業務，名為沃得房地产公司，2006年4月27日，他把創立公司，旗下業務的，沃得精機有限公司分拆在新加坡交易所主板上市至今。
除此之外，他還是南京理工大学的工商管理碩士，以及中欧国际工商管理学院EMBA。

## 連結
- 王伟耀：探访民营企业家的发展之道 （页面存档备份，存于）
- 演绎精彩的企业发展“传奇”—记沃得集团董事局主席王伟耀 （页面存档备份，存于）